# Horizontalbrunnenbau
Unter Horizontalbrunnenbau versteht man die Errichtung eines Horizontalfilterbrunnens. Dabei wurden und werden verschiedene Bohrverfahren eingesetzt.

## Verfahren
Man unterscheidet zwischen Ranney-Verfahren, Fehlmann-Verfahren, Preussag-Verfahren und Hori-Well-Verfahren.

### Das Ranney-Verfahren
Ausgehend von einem Betonschacht, der bis zu einigen Metern in den Aquifer (Grundwasserleiter) hinein senkrecht abgeteuft ist, wird beim Ranney-Verfahren ein geschlitztes, starkwandiges, geschweißtes Stahlrohr horizontal in den Aquifer getrieben. Damit ist das Filterrohr gleichzeitig Schutzrohr, eine Kiesschüttung um den Filter entfällt. Infolge der starken Wandung des Rohres sind hierbei nur grobe Schlitzweiten möglich, die schnell zu Sandführungen im Brunnen führen bzw. die den Einsatz des Verfahrens nur in ungleichförmigem groben Sand oder Kies erlauben. Ein weiterer Nachteil ist, dass infolge des unkontrollierten Vortriebs die Vortriebsspitze je nach Bodenart die Tendenz hat, nach oben auszuweichen.

### Das Fehlmann-Verfahren
Eine Verbesserung dieser Technik stellt das von dem Schweizer Unternehmer Fehlmann entwickelte Fehlmann-Verfahren dar. Hierbei wird vom Schacht aus zunächst ein Bohrrohr/Schutzrohr vorgetrieben. Danach werden Spül- und Fördergestänge ausgebaut und Filter- und Vollrohre zentrisch in die Bohrung (im Schutz des Bohrrohres) eingebaut. Nach dem Ausbau mit dem Vollrohr-/Filterrohrstrang wird der Bohrkopf von den Mantelrohren angestoßen/abgezogen und verbleibt im Boden. Die Bohrrohre werden nun nach und nach gezogen.

### Das Preussag-Verfahren
Eine Verbesserung des Fehlmann-Verfahrens wurde in den 1950er Jahren durch die Entwicklung des Preussag-Kiesmantelbrunnens erzielt. Dieser erlaubt, bei im Wesentlichen gleicher Vortriebsart wie beim Fehlmann-Verfahren, den Einbau einer auf den anstehenden Boden und den eingesetzten Filter abgestimmten künstlichen Kiesschüttung. Der Vorteil dieser Technologie ist, dass mit größeren Bohrdurchmessern gearbeitet und im Ringraum zwischen Bohrrohr und Filterrohr eine abgestimmte Kiesschüttung eingebaut werden kann. So wird das Fassungsvermögen des Brunnens erhöht, eine größere Sicherheit gegen Sandführung und Verockerungstendenzen im späteren Betrieb erzielt.

### Das Hori-Well-Verfahren
Nachteile der oben genannten Horizontalbrunnenbau-Verfahren sind, dass sie zum einen recht ungenau und ungesteuert vorgetrieben werden und sie gerade in größeren Kieslagen und grobem Bodenmaterial, sowie in Mergel und Tonlinsen, kaum anzuwenden sind. Aus diesen Gründen wurde von der Firma Herrenknecht und Matthias Bertram das „Hori-Well-Verfahren“ zum Herstellen von Horizontalfilterbrunnen entwickelt. Hierbei wird ein Bohrverfahren eingesetzt, welches im Bereich des Microtunneling bekannt ist.
Spezielle Bohrkopfarten erfassen den Boden nahezu vollständig (auch Steine und Geröll) und zerkleinern das Material über Kegelbrecher so weit, dass es hydraulisch abgefördert werden kann. Bereits kleinste Abweichungen von der Solllinie werden mithilfe eines Lasersystems festgestellt und mithilfe der Steuerzylinder korrigiert. Mergel und Tonlinsen können mithilfe eines Hochdruckwasserstrahls gelöst werden. Der Bohrkopf verbleibt nicht, wie bei den traditionellen Verfahren, im Boden, sondern wird wieder gezogen.